# دانيلو ألفيس رودريغوس
دانيلو ألفيس رودريغوس (15 أبريل 1996 - ) هو لاعب كرة قدم برازيلي في مركز الوسط.

## وصلات خارجية
- دانيلو ألفيس رودريغوس على موقع قاعدة بيانات كرة القدم.إي يو (الإنجليزية)
- دانيلو ألفيس رودريغوس على موقع Soccerway.com (الإنجليزية)